# Gaspar Ducci
Gaspar Ducci (Pistoia, 1492 – Kruibeke, 1577) was een Italiaanse koopman en financier in Antwerpen rond 1540.

## Biografie
Gaspar Ducci werd geboren in 1492 in Pistoia in Toscane. Hij kwam als jonge handelsagent van een Italiaanse firma in Antwerpen terecht, waar hij fortuin maakte in de handel en op de financiële markten. Hij trouwde er met Elisabeth Stegemans. Zij kregen een zoon, Laurent Ducci († 1559).

## Loopbaan als bankier in en rond Antwerpen
Omstreeks 1515 zakt Ducci, zonder enig fortuin, af naar de Habsburgse Nederlanden. Door zijn uitzonderlijk talent voor zaken groeiden zijn invloed en rijkdom zienderogen. De bevolking leerde hem kennen als een gewiekste bankier die zonder scrupules handel dreef in de financiële wereld.
Hij deed zaken met de koning van Frankrijk en met de koning van Engeland. Na enkele duistere zaakjes met de Italiaanse handelaar Jehan Carlo de Affaitadi geraakt Ducci in contact met het hof van Mechelen en met Karel V. Daar werkt hij zich in de gunst van de keizer en werd hij de ideale belastingpachter. In die hoedanigheid mocht hij kooplui belasten aan 6% op hun import uit Frankrijk en aan 1% op hun export.
Met de opbrengst van deze belastingen financierde hij zijn eigen bank in Lyon, na Antwerpen de belangrijkste financiële markt van Europa. Het is daar dat hij dit geld uitleende aan de koning Frans I van Frankrijk, de aartsvijand van Karel V, die met dat geld zijn oorlog met Karel V bekostigde. Toen het hof dit te horen kreeg, kwam Ducci in moeilijkheden, maar hij kon er zich uit praten door de schuld af te wentelen op de familie Welser, een Duitse bank- en koopmansfamilie, die als tussenpersoon optrad.
In 1540 zorgde Ducci voor grote onenigheid op de Antwerpse beurs. Na een financieel dispuut met de koning van Portugal over een terug te betalen lening tegen ongunstige voorwaarden legde het Antwerps stadsbestuur Ducci een driejarig verbod op om nog handel te drijven op de beurs. Maar dit verbod werd niet uitgevoerd omdat Ducci zich beriep op de bescherming van de landvoogdes Maria van Hongarije. Zij kon Ducci niet laten vallen omdat hij zorgde voor de financiering van de oorlogen van haar broer Karel V.
Begin 1544 was er weer tekort op de Antwerpse geldmarkt. Keizer Karel V had geld nodig om enkele leningen te financieren, maar zijn bankiers kregen het geld niet bij mekaar. Een soeverein bankroet leek onvermijdbaar. Hier kwam Ducci op het voorplan. De regering kon een lening van meer dan 16.000 pond niet afbetalen aan de Portugese bankier Diego Méndez. Maar Ducci was bereid om dit bedrag aan de regering te verstrekken op voorwaarde dat hij voor een periode van tien jaar het monopolie verkreeg op de aluinhandel in de Nederlanden.
Aluin (dubbelzouten van sulfaten) was zeer hard nodig als grondstof in de textielnijverheid. In die tijd waren Vlaanderen en Brabant in Europa zowat de belangrijkste regio's wat betreft textielproductie. Dus het was zeer aangewezen dat de aanvoer van aluin niet in het gedrang kwam. Vanaf eind 15e eeuw was Antwerpen de Europese marktplaats voor aluin. De gebieden waar aluin gewonnen werd waren beperkt, nabij Tolfa in de Pauselijke Staat en in het Spaanse Castilië, en door de unieke toepassing in de textielindustrie was het makkelijker om een monopolie voor de handel te verstrekken. Deze toekenning van monopolie als tegenprestatie voor kredietverlening gebeurde wel meer, maar mede door zijn misleidende transacties had bankier Ducci het deze keer wel hard gespeeld.
De landvoogdes Maria van Hongarije had de overeenkomst met Ducci ondertekend, maar liet niet bekend maken dat Ducci het monopolie verkreeg, uit angst voor hevige protesten. De overeenkomst was natuurlijk rap uitgelekt, dit tot grote verontwaardiging van het Antwerps stadsbestuur. De burgemeester diende klacht in bij het hof in Brussel en er werd zelfs protest aan getekend bij de paus. Maria van Hongarije bleef Ducci echter bescherming bieden, want de bankier had voorkomen had dat de oorlog van haar broer Karel V tegen de koning van Frankrijk door gebrek aan financiën op een nederlaag zou geëindigd zijn. Ducci werd in 1547 zelfs verheven in de adelstand en mocht zich heer van Kruibeke noemen.
Na vijf jaar profiteren van het aluinmonopolie bleven de protesten tegen Ducci aanhouden. Onrust in de textielnijverheid bewoog Karel V er in 1549 toe in te grijpen. Het aluincontract werd nietig verklaard en de lening van 16.000 pond werd afgelost door de keizer zelf, waarbij de winsten van Ducci op zijn monopolie in mindering werden gebracht. Daarna was de rol van Ducci als voornaamste bankier van Karel V voor altijd uitgespeeld.
In 1553 was Ducci opnieuw betrokken bij onenigheid op de Antwerpse beurs en in 1554 was er een aanslag op zijn leven. Nadien is er nog weinig van hem vernomen. Zijn landgoed in Hoboken verkocht hij. In 1577 is hij overleden in zijn kasteel in Kruibeke.

## Eigendommen
Gaspard Ducci was door zijn meerdere financiële transacties een heel rijk man geworden. In Antwerpen bezat hij een hotel in de Huidevettersstraat dat later bekend werd als hotel Van de Werve. In 1545 werd hij heer van Hoboken en in 1547 heer van Kruibeke. In Hoboken kocht hij het Schoonselhof en in Kruibeke werd hij eigenaar van het Steenland.

## Varia
Het museum Hof van Busleyden in Mechelen bevat een Ducci-plafond. Dit plafond is een hulde aan Karel V en meteen ook een verwijzing naar Mechelen waar Keizer Karel opgroeide. Het is ook een voorbeeld van hoe 16de-eeuwse paleizen eruitzagen.